# Karen Dianne Baldwin
Karen Dianne Baldwin (ur. 6 września 1963 w Londonie) – kanadyjska producentka filmowa, scenarzystka i aktorka, zwyciężczyni konkursów Miss Canada i Miss Universe w 1982 roku. Jest pierwszą Kanadyjką, która wygrała ten konkurs. Koronę zdobyła w Limie, w Peru.

## Biogram
Urodziła się i wychowywała w Kanadzie w Londonie w Ontario, gdzie uczęszczała do London Central Secondary School.
Debiutowała na kinowym ekranie jako jedna z uprowadzonych – Heather, druhna na ślubie Wendy Worthington w komedii Kim jest ta dziewczyna? (Who’s That Girl, 1987) z Madonną w roli głównej i Griffinem Dunne’em.
Podjęła potem pracę w Hollywood jako producentka filmów takich jak australijska komedia romantyczna Narzeczony z nieba (Danny Deckchair, 2003) z udziałem Rhysa Ifansa, Justine Clarke i Mirandy Otto, biograficzny Ray (2004) z Jamiem Foxxem (jako Ray Charles) i Sahara (2005) z Matthew McConaugheyem i Penélope Cruz. I nadal produkuje filmy fabularne z Baldwin Entertainment.
W 1987 roku poślubiła aktora Jacka Scalię, z którym zagrała w filmie T-Force (1994). Mają dwie córki: Olivię (ur. 1987) i Jacqueline (ur. 1990). Rozwiedli się w roku 1996.

## Wybrana filmografia

### obsada aktorska
- 1987: Kim jest ta dziewczyna? (Who’s That Girl) jako Heather, przyjaciółka Wendy
- 1988: Czarownica (Spellbinder) jako Mona
- 1990: Nocne oczy (Night Eyes) jako Ellen
- 1994: T-Force jako dziennikarka
- 1995: Nagła śmierć (Sudden Death) jako reżyserka TV